# Duthiella lacustris
Duthiella lacustris är en bladmossart som beskrevs av Hermann Johann O. Reimers och Kyuichi Sakurai 1931. Duthiella lacustris ingår i släktet Duthiella och familjen Leskeaceae. Inga underarter finns listade i Catalogue of Life.